# Fornelos de Montes
Fornelos de Montes (tiếng Tây Ban Nha: Hornillos de Montes) là một đô thị trong tỉnh Pontevedra, Galicia, Tây Ban Nha.
42°20′B 8°27′T / 42,333°B 8,45°T